# Èbares
Èbares (en grec antic: Οἰβάρης) va ser un noble persa, al servei de Cir II el Gran i probablement abans ho havia estat del seu pare Cambises.
A la mort de Cambises l'any 559 aC va ser un dels que s'esmenten com instigadors de la rebel·lió de Cir II contra el seu avi Astíages de Mèdia. Després va ser governador de Barcània. Segons Ctèsies quan Astiages va caure presoner a Ecbàtana, on s'havia refugiat davant l'atac de Cir, Èbares el va tancar i encadenar, però Cir el va alliberar, Ctèsies explica que, al setge de Sardes, Èbares va aconsellar a Cir que terroritzés els ciutadans amb figures de perses col·locades dalt de tot d'uns pals ben alts perquè semblessin soldats gegants, i que la por que això provocava va aconseguir la rendició de la ciutat. Quan Cir va enviar Petisaces per conduir Astiages a la cort de la seva satrapia, Èbares va convèncer el missatger perquè deixés el vell rei en un lloc desert i provocar-li la mort però quan es va saber, Astiages es va deixar morir de fam per evitar la venjança d'Amitis (la filla d'Astiages), malgrat totes les garanties de protecció que li va donar Cir.